# 哈顺沙漠
哈顺沙漠，又称噶顺沙漠、伊勒呼玛沙漠，古时称莫贺碛、莫贺延碛、胡卢碛、沙河等，是位于中国新疆维吾尔自治区哈密市伊州区东南与甘肃省交界一带的戈壁沙漠。
唐朝时玄奘法师西去印度取经时便曾经过此地，《大慈恩寺三藏法师传》中有记载：“莫贺延碛，长八百余里，古曰沙河，上无飞鸟，下无走兽，复无水草。”
唐朝对西域的称呼碛西中的“碛”就是指的莫贺延碛。
19世纪沙俄著名的探险家普尔热瓦尔斯基（Przhevalsky）在新疆和西藏地区探险考察时，亲身确认了玄奘传记中对哈顺沙漠的严酷自然条件的描述。